# China Open 1995
Il 	China Open 1995 è stato un torneo di tennis giocato sul sintetico indoor a Pechino in Cina. È stata la 3ª edizione del torneo maschile che fa parte della categoria World Series nell'ambito dell'ATP Tour 1995 e la 2ª di quello femminile facente parte della categoria Tier IV nell'ambito del WTA Tour 1995. Il torneo maschile si è giocato dal 16 al 22 ottobre 1995 , quello femminile dal 25 settembre al 1º ottobre 1995.

## Campioni

### Singolare maschile
Michael Chang ha battuto in finale  Renzo Furlan con il punteggio di 7–5, 6–3

### Singolare femminile
Linda Wild ha battuto in finale  Shi-Ting Wang con il punteggio di 7–5, 6–2

### Doppio maschile
Tommy Ho /  Sébastien Lareau hanno battuto in finale  Dick Norman /  Fernon Wibier con il punteggio di 7–6, 7–6

### Doppio femminile
Claudia Porwik /  Linda Wild hanno battuto in finale  Stephanie Rottier /  Shi-Ting Wang con il punteggio di 6–1, 6–0